# 阿拉斯加驼鹿
阿拉斯加驼鹿（ Alces alces gigas ）是駝鹿的一个亚种，主要分佈於阿拉斯加州以及育空地區西部的北方針葉林和落葉林中。阿拉斯加驼鹿是體型最大的驼鹿亚种。 阿拉斯加驼鹿通常独居。 秋季和冬季是阿拉斯加驼鹿的繁殖季节，此時雄性阿拉斯加驼鹿會变得非常具有攻击性，一旦雄性阿拉斯加驼鹿受惊，它就會发起攻击。

## 食物
阿拉斯加驼鹿以陆地植被、草本植物和柳树和桦树等树木的嫩枝為食。阿拉斯加驼鹿每天需要摄入9770卡路里（32 公斤）食物。 

## 身高和體重
雄性阿拉斯加驼鹿比雌性重40%。 雄性阿拉斯加驼鹿站立時身高超过2.1米（6.9英尺），重量超过635（1,400磅） 。阿拉斯加驼鹿出生时的平均体重约为 28磅，但五个月大时体重可达280磅。 